# Санта-Роса-де-Вітербо
Санта-Роса-де-Вітербо (ісп. Santa Rosa de Viterbo) — місто і муніципалітет в центральній частині Колумбії, на території департаменту Бояка. Входить до складу провінції Тундама.

## Історія
Поселення, з якого пізніше виросло місто, засноване в 1690 році та в 1810 році муніципалітет Санта-Роса-де-Вітербо був виділілений в окрему адміністративну одиницю.

## Географія

Муніципалітет Санта-Роса-де-Вітербо

Місто розташоване в північній частині департаменту, в гірській місцевості Східної Кордильєри, на відстані приблизно 50 кілометрів на північний схід від міста Тунха, адміністративного центру департаменту. Абсолютна висота — 2752 метри над  рівнем моря.
Муніципалітет Санта-Роса-де-Вітербо межує на північному сході з територією муніципалітету Серінса, на сході — з муніципалітетом Флореста, на південному сході — з муніципалітетом Нобса, на південному заході — з муніципалітетом Тібасоса, на заході — з муніципалітетом Дуїтама, на півночі — з територією департаменту Сантандер. Площа муніципалітету становить 107 км².

## Населення
За даними Національного адміністративного департаменту статистики Колумбії, сукупна чисельність населення міста і муніципалітету в 2015 році становила 13 403 особи.
Динаміка чисельності населення муніципалітету за роками:
| 2005   | 2006   | 2007   | 2008   | 2009   | 2010   | 2011   | 2012   | 2013   | 2014   | 2015   |
| ------ | ------ | ------ | ------ | ------ | ------ | ------ | ------ | ------ | ------ | ------ |
| 13 249 | 13 288 | 13 317 | 13 346 | 13 363 | 13 380 | 13 384 | 13 392 | 13 393 | 13 399 | 13 403 |

Згідно з даними перепису 2005 року чисельність чоловіків становила 47,3 % від населення Санта-Роса-де-Вітербо, жінок — відповідно 52,7 %. У расовому відношенні білі і метиси становили 99,9 % від населення міста; негри, мулати і райсальці — 0,1 %.
Рівень грамотності серед всього населення становив 90,9 %.

## Економіка
58,6 % від загального числа міських і муніципальних підприємств складають підприємства торгової сфери, 27,8 % — підприємства сфери обслуговування, 12,9 % — промислові підприємства, 0,7 % — підприємства інших галузей економіки.

## Транспорт
Через місто проходить національне шосе № 55.